# Pyšné sedlo
Pyšné sedlo je nejvýchodnějším hřebenovým sedlem Západních Tater dostupným po červené turistické hřebenové značce nalézající se v nadmořské výšce 1791 m. Je velmi rozlehlé a vzhledem ke své relativně nízké nadmořské výšce je porostlé nejen trávou, ale i kosodřevinou. Stejně jako Bystré sedlo je uzávěrem polské Pysznianskej doliny, která je ve svém konci velmi široká. Na slovenské straně ukončuje Kamenistou dolinu. Ta je asi 7 kilometrů dlouhá a proslulá častým výskytem medvědů. Pod sedlem se nenacházejí žádné plesa, ale během hojných dešťů se na slovenské straně nějaká vytvoří. V sedle končí červená turistická značka i modrá turistická značka vedoucí z Podbanského. Ze sedla také vede i neznačkovaná vyšlapaná stezka na vrch Veľká Kamenistá, který má výšku 2127 m.

## Výhledy
Místo má polský název Pysznianska Przelecz a nabízí nádherné výhledy do Kamenistej a Pysznianskej doliny.

## Přístup
- Po  značce z Blyšti, trvání 1:00 hodiny
- Po  značce z Podbanského, trvání 3:10 hodiny